# マーク・バーガー (柔道)
マーク・バーガー（Mark Berger、1954年1月3日 - ）は、カナダの柔道選手。ウクライナのチェルニウツィー出身。階級は95kg超級。身長185cm。体重116kg。

## 人物
1981年の世界選手権無差別で7位になった。1983年のパンアメリカン競技大会95kg超級では優勝するが、世界選手権では5位だった。翌年のロサンゼルスオリンピックでは銅メダルを獲得した。1986年の英連邦競技大会では2位になった。

## 主な戦績
- 1981年 - 世界選手権　無差別　7位
- 1983年 - パンアメリカン競技大会　優勝
- 1983年 - 世界選手権　5位
- 1984年 - ロサンゼルスオリンピック　3位
- 1986年 - 英連邦競技大会　2位